# 范諷
范諷（?—1041年），字補之，齊州（今山東省濟南市）人，歷北宋宋真宗趙恆及宋仁宗趙禎二朝，趙禎年間任龍圖閣直學士。其父范正辭在宋太宗趙炅年間任侍御史知雜事，有兄弟范識為進士，其子范寬之官至尚書省刑部郎中及濠州知州。

## 生平
范諷是范正辭的次子，以父蔭為官，作將作監主簿，因獻《東封賦》，遷為太常寺奉禮郎。另再獻文，被皇帝趙恆召往面試代選官，出任平陰縣知縣。
咸平三年（1000年）鄆州王陵埽河決，到水退後因土肥而失去原先劃定田界，因而引起很多土地糾紛不能裁決，范諷自行分別邊界及編著契據，民眾手執此契據離去平息紛爭。
之後成為進士，升遷為大理評事、淄州通判。恰巧遇上該年有旱蝗之災，所有農作物均種不成，唯有因蝗蟲不食菽，所以農民都希望改種菽，但又苦於沒有種子。及後范諷巡視至鄒平縣，並將官糧發放給民眾，唯縣令力爭不可，但范諷對縣令保證如有任何責任范諷一力承擔，縣令立即將官糧三萬斛發放給民眾。到秋天，民眾皆在約定日期之前將官糧歸還。
調職梁山軍知府，但由於要照顧年老母親而辭任，於是轉往鄆州作通判。到乾興元年（即公元1022年）二月，當時鄆州知州李迪被貶往衡州作副使，宰相丁謂更準備了使者持詔書催促李迪啟程，但范諷私自收留李迪數日，為其準備行裝餞行。
在任鄆州之時，有詔令徵募民眾割草堵塞河堤决口，而徵募城邑人與農戶均等，范諷認為此舉必令農民疲乏，應為官吏之誤，立即更改朝廷傳達之命令，使富人需要負擔三之二人力，而朝廷亦聽從其言，其他諸州均紛紛仿傚鄆州之做法。
之後又調任廣濟軍知府，民眾皆避開河堤而居，另外凡給朝廷徭役者，范諷都恩待其家人，奏請免除其租税。
累遷太常博士，以疾監舒州靈仙觀。尚御藥張懷德行經至觀齋祠，范諷很想與張懷德結交，張懷德亦將范諷推薦給章獻太后，遂召還。回京之後章獻太后問范諷有何欲言，范諷則對章獻太后說現今權臣恃功驕縱，將不可控制，其實暗指曹利用，曹利用亦因而被貶，拜右司諫及三司度支判官。
當時范諷出守之廣濟軍州縣廣大，當地居民徭役者眾，范諷因此言廣濟軍地方大但人口少，徭役者與其他州郡均等，希望降格複為縣，但轉運司認為不可，因此舉會令徭役者減少。范諷數次下令，督促州縣長吏與轉運使除去多餘徭役人，用以擴大民力。又令州縣記錄人口與田產。
趙禎曾打算更改進狀由皇帝直接審閱之制度，改為由近臣晏殊等人先審閱分類編次，認為可行再交趙禎本人審閱，但范諷力諫阻止：“非上親覽決可否，則誰肯為陛下極言者。”
天聖年間，時為殿中丞湖南安撫使之范諷，行經鼎州以北百里之甘泉寺，留詩：“平仲酌泉回北望，謂之禮佛向南行。煙嵐翠鎖門前路，轉使高僧厭寵倖。”
天聖七年（1029年）玉清昭應宮失火，至六月章獻太后譴責守衛者失職，下令徹查失火原因，懲治失職人等，及將之下御史獄，更打算將守衛處決。御史中丞王曙、監察御史張錫及范諷皆認為此乃上天之警戒，如果將守衛送往監獄徹底查辦有違天意，趙禎及章獻太后皆感悟，收押守衛才得釋放。此後有人上議複修玉清昭應宮，但范諷上書力諫不可。至七月趙禎下詔不復修玉清昭應宮，改為將焚燒剩下的長生、崇壽兩座小殿作萬壽觀。
天聖七年十月（有作天聖八年初），設置天章閣待制職位，位龍圖閣待制之下，同時任命鞠詠及范諷為之。另外范諷同時任命為審刑院知院事。
天聖九年正月，錢惟演自許州來朝，被改為河南府通判，但錢惟演託病久留京師，既除陳州之職，又不往河南府接任新職，更希望出任宰相。而因錢惟演和章獻太后有姻親關係，以示天下不私，已曾打消錢惟演之念頭作樞密使。因此范諷上奏認為錢惟演不可出任宰相。最後錢惟演亦需出守河南。
范諷曾出使契丹，過道幽州北，見原野平曠，感慨曰：“此為戰地，不亦信哉。”遼人相目不敢對。
明道二年（1033年）四月，入為右諫議大夫，權知御史中丞。又請增加漕運米糧百萬，救濟河陽縣及河陰縣以東地方。
范諷諷刺馬季良僥倖得官，因而被降至屯衛將軍及貶謫至滁州。
出任青州知州，再升遷戶部郎中。當時山東饑荒，范諷將前宰相王曾家裡積存的很多穀物之中取數千斛來賑濟饑民。范諷在青州不超過一年就被召還。
另外明道年間因京東路饑荒，盜賊興起，范諷曾推薦張掞任萊州掖縣知縣。
在章獻太后駕崩，趙楨親政之後，很多原為章獻太后之用人均被罷黜，而原為參知政事主管永興軍之陳堯佐亦不能幸免，明道二年七月被降為廬州知州。陳堯佐經過鄭州時，被有故怨的郡人王文吉控告陳堯佐謀反。趙楨立即派遣中官審問，而此案屬御史台負責，范諷夜半被派作追究查問，朝早得出誣狀結論及狀奏與趙楨。
章獻太后駕崩之後，錢惟演開始為自身安全謀對策。明道二年九月，錢惟演首先倡議將章獻太后及章懿太后並配趙恆廟室，既將妹嫁給劉美作妻子，又為其子錢曖娶章穆皇后之妹，另欲與章獻太后之族人為婚。范諷劾奏錢惟演擅議宗廟，及言錢惟演在太后在生時深得太后寵愛，而且錢惟演有姻親關係，請求將錢惟演革除。但趙禎不聽，更謂先后既然未葬，實不忍責備錢惟演，范諷將告身藏袖，並將辭職作為威脅。趙禎在不甘願下貶錢惟演為崇信軍節度使往隨州，作平章事，錢曖則被奪一官，落為集賢院校理，其餘諸子皆補外作監當。
明道二年十月，宰相張士遜被罷為左僕射作河南府通判，而樞密使楊崇勳被罷為河南三城節度使、同平章事作許州通判。原因蝗旱仍見，張士遜無明顯對策，趙禎頗為懷念章獻太后垂簾聽政年代作宰相，但之後因章獻太后駕崩而被肅清之呂夷簡，另外百官在洪福院為章獻太后上諡冊之後奉慰（即逢帝、后忌辰，百官列班進名拜慰天子或皇太后），張士遜居然與楊崇勳在楊崇勳之花園飲酒到日中不至，而群臣則並立等待。最後被范諷彈劾。
一直以來立郭皇后為后並非趙禎所願，而郭皇后又倚仗章獻太后勢力驕橫任性，其他後宮希有獲得趙禎寵幸。但到章獻太后駕崩，尚美人及楊美人開始得到趙禎寵幸。而郭皇后亦因此有所嫉恨，屢次與之忿爭。更有一次因與尚美人爭執之下誤傷趙禎。趙禎因大怒而萌生廢后之意。呂夷簡一直對被肅清一事怨恨郭皇后，因而煽動范諷進言當廢九年無子之郭皇后。雖然得時為右司諫之范仲淹反對，認為應盡快平息此議，更不應將此事泄露於外界。但到最後郭皇后亦在明道二年十二月被廢。
景祐元年（1034年）七月，以翰林院侍讀學士為給事中、龍圖閣直學士及兗州知州。成為直學士之後，范諷常以勢欺凌當時任直學士已久的狄棐。另又因得到時為宰相李迪之幫助，被特別詔令輔助趙禎。及後因之前在廢后之事與呂夷簡合謀，范諷希望呂夷簡幫助自己引進至中書省和樞密院，但呂夷簡頗為忌諱范諷而一直不敢推薦。另外范諷曾建議朝廷當選擇能臣，留以取代不稱職之大臣，此事呂夷簡得悉後非常不滿。另外范諷在廢后之事與趙禎旨意相符，以龍圖閣直學士權知三司使，但在位半年又因為尋求轉為內閣學士而以疾免去三司使，改回翰林院侍讀學士管理祥源觀，之後轉會靈觀，後終改為內閣學士。久之自覺不得意，憤而求出。將行之時向趙禎謂朝廷無忠臣，如綱紀大壞才召回忠臣有何益處。呂夷簡因此對范諷極為不滿，所以一直尋找機會將其貶黜。
原為御史之龐籍數次彈劾范諷，但宰相李迪偏袒范諷而不懲辦，反而左遷龐籍為廣南東路轉運使。龐籍被貶之後日益追劾范諷不罷休，而且謂范諷放縱不拘禮法，苟釋不治，敗亂風俗，在位三司使時不公正地為國庫監庫吳守則虛報政績，而吳守則為尚美人弟媳之父，出任兗州知州之後，假以翰林之名隨身攜帶白金器數千兩，增產於齊州。范諷因而被詔往南京置獄，此案派遣淮南路轉運使黃總及河北路提點刑獄公事張嵩審理。查核之後發現龐籍所劾范諷有不盡如奏，理應免職，而范諷則當以贖刑論處。但范諷不等待定罪判刑，擅自駕乘驛馬疾行返回兗州。復為宰相呂夷簡因憎恨范諷，而且因為范諷傾向李迪，故特寬龐籍而重貶范諷。景祐二年二月，范諷被貶為武昌軍節度行軍司馬，但龐籍只降為太常博士、臨江軍知府。當時一般人皆認為龐籍不斷彈劾范諷，實為呂夷簡所指使。
范諷被貶，黨派之爭牽連甚廣。工部尚書、平章事李迪，被罷為刑部尚書、亳州知州。曾被范諷力引之光祿寺丞、館閣校勘石延年，落職海州通判。滕宗諒被降為池州酒監。顏太初同樣被排斥。
之後范諷轉往保信軍，在舒州持母喪，又准許歸回齊州，但范諷每日飲酒自縱。服除後改作將作少監、淮陽軍知府，後遷為光祿卿、陝州知州，又改潞州知州。及後入見趙禎討論元昊侵掠事宜。複為給事中之後過身。
范諷在朝中得罪其他朝中大臣甚多，曾建議朝廷當選擇能臣，留以取代不稱職之大臣，已令大臣相當厭惡。又於趙禎前數短參知政事王隨。更常與張士遜議事不合。
范諷為人開朗豁達不顧小節，但又常利用分化及拉攏圖謀升遷。與石延年及劉潛喜歡豪飲，不循禮法，顏太初更作《東州逸黨詩》賜之，其詩云：“东州有逸党，尊大自相推。……六籍被诋诃，三皇造毁訾。……或为童牧饮，重髽以相嬉。或作概量歌，无非市井辞。或作薤露唱，发声令人悲。或称重气义，金帛不为赀。或曰外形骸，顶踵了无丝。……”，而姜潛又嚐贈書予范諷。慶曆元年（1041年）去世。